# روبرتو زامارینی
روبرتو زامارینی (انگلیسی: Roberto Zammarini؛ زادهٔ ۵ ژوئیهٔ ۱۹۹۶) بازیکن فوتبال اهل ایتالیا است.